# Westley Waterless
Westley Waterless är en ort och civil parish i Storbritannien.   Den ligger i distriktet East Cambridgeshire, grevskapet Cambridgeshire och riksdelen England, i den sydöstra delen av landet, 80 km norr om huvudstaden London. Westley Waterless ligger 92 meter över havet och antalet invånare är 155.
Terrängen runt Westley Waterless är platt. Runt Westley Waterless är det ganska tätbefolkat, med 149 invånare per kvadratkilometer. Närmaste större samhälle är Cambridge, 17,1 km väster om Westley Waterless. Trakten runt Westley Waterless består till största delen av jordbruksmark.